# Tianeptină
Tianeptina (cu denumirea comercială Coaxil, printre altele) este un medicament antidepresiv din clasa antidepresivelor triciclice și este utilizat în tratamentul depresiei majore și a altor afecțiuni precum anxietatea. Calea de administrare disponibilă este cea orală.